# Пуккила
Пуккила (фин. Pukkila) — община в провинции Уусимаа, губерния Южная Финляндия, Финляндия. Общая площадь территории — 145,94 км², из которых 0,9 км² — вода.

## Демография
На 31 января 2011 года в общине Пуккила проживают 2022 человека: 1018 мужчин и 1004 женщины.
Финский язык является родным для 97,58% жителей, шведский — для 0,84%. Прочие языки являются родными для 1,58% жителей общины.
Возрастной состав населения:
- до 14 лет — 19,44%
- от 15 до 64 лет — 61,67%
- от 65 лет — 18,99%

Изменение численности населения по годам:
| Год  | Численность |
| ---- | ----------- |
| 1990 | 1840        |
| 1995 | 1867        |
| 2000 | 1921        |
| 2005 | 2024        |
| 2010 | 2022        |
| 2015 | 1971        |
| 2020 | 1833        |